# Пургаз
Пургаз още „Инязор Пургаз“ (на ерзянски: Пургаз (Инязор Пургаз); на руски: Пургас) е ерзянски владетел от първата половина на 13 век. Той е княз (инязор) на ерзянското Княжество Пургаз. Като съюзник на Волжка България, той се съпротивлява на опита за разширение на Суздалска Русия в този район. По-късно става символ на ерзянската независимост и легендарна фигура.

## Живот
Пургаз е споменат няколко пъти в руските хроники. През януари 1229 г. неговата армия отблъсква нападение на руските князе Ярослав II, Василий Константинович и Всеволюд Константинович. След това Пургаз побеждава мокшанския княз Пуреш. През април 1229 г. той се опитва да си върне Нижни Новгород от руснаците, „опора на руската власт в землището на Мордвин“. Войските му изгорили градската част, но цитаделата оцелява. Няколко месеца по-късно е победен от Пуреш. Знае се, че по време на управлението на Пургаз руските селяни напускат княжеството му.
През лятото на 1237 г. той успешно се съпротивлява на напредването на монголците, но през есента-зимата на 1238 – 1239 г. е победен от тях.

## Образ на Пургаз
От 13 век Пургаз е приеман за митичен герой. Обикновените хора започват да го наричат цар на Мордовия. В следващите векове Пургаз е приеман за ерзянски герой.